# Adão Latorre

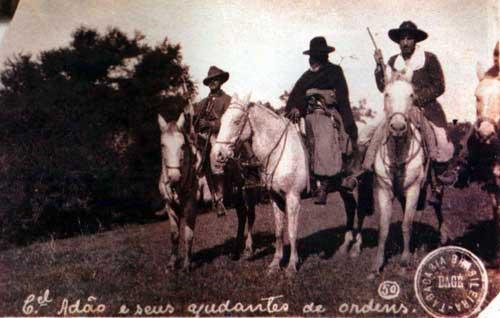
Adão Latorre entre dois soldados.

Adão Latorre (Cerro Chato, 1835 — Dom Pedrito, 15 de maio de 1923) foi um militar revolucionário maragato que lutou na Revolução Federalista, que pretendia libertar o Rio Grande do Sul da governança de Júlio de Castilhos. 
Chegou ao posto de tenente-coronel e ficou notório pela bravura mostrada em batalha e pelo emprego da degola dos prisioneiros inimigos. Segundo Diones Franchi, ele é conhecido como o principal degolador da guerra civil gaúcha.

## Biografia
Adão Latorre era uruguaio e nasceu no departamento de Rivera. Aos 16 anos já era cabo e dois anos depois foi promovido a sargento. Em 23 de abril de 1862 obteve a patente de subtenente, chegando a capitão em 25 de maio de 1875 e a sargento-major em 20 de novembro de 1881. Nesta altura já era casado e tinha dois filhos. Na década de 1880 mudou-se para a localidade de Olhos d'Água, no interior de Bagé, para trabalhar na estância da família Tavares, sendo acompanhado por um pequeno grupo de peões oriundos de Corrientes.
Em 3 de fevereiro de 1893, dois dias antes de estourar a Revolução Federalista, Latorre foi promovido a tenente-coronel e juntou-se ao general Zeca Tavares, ao qual já havia servido. Latorre entra para a história sulina quando, sob o comando de Zeca Tavares, combatentes federalistas (maragatos) e republicanos (pica-paus), comandados pelo general Isidoro Fernandes, se enfrentaram durante sete dias às margens do Rio Negro, na área da atual Hulha Negra. Diz a tradição que nesta ocasião Latorre degolou cerca de 300 prisioneiros. No entanto, essa versão parece ser um mito, pois testemunhas oculares, assim como registros dos oficiais maragatos, contam que a maioria dos prisioneiros já estava de fato morta, tendo sucumbido durante a batalha, sendo degoladas em torno de 30 pessoas.
Circulou uma história não devidamente documentada de que a degola havia sido fruto de uma vingança de Zeca Tavares contra o degolado coronel Manoel Pedroso, pois este alegadamente teria invadido a estância do outro e deixado uma mensagem insultuosa. Contudo, sobrevive um relato de Latorre colhido por João Cavalheiro citando que o pai dele havia sido morto por forças castilhistas, o que o teria motivado a entrar na guerra no partido oposto, mas esse relato foi repetido em diferentes versões e sua confiabilidade é incerta.

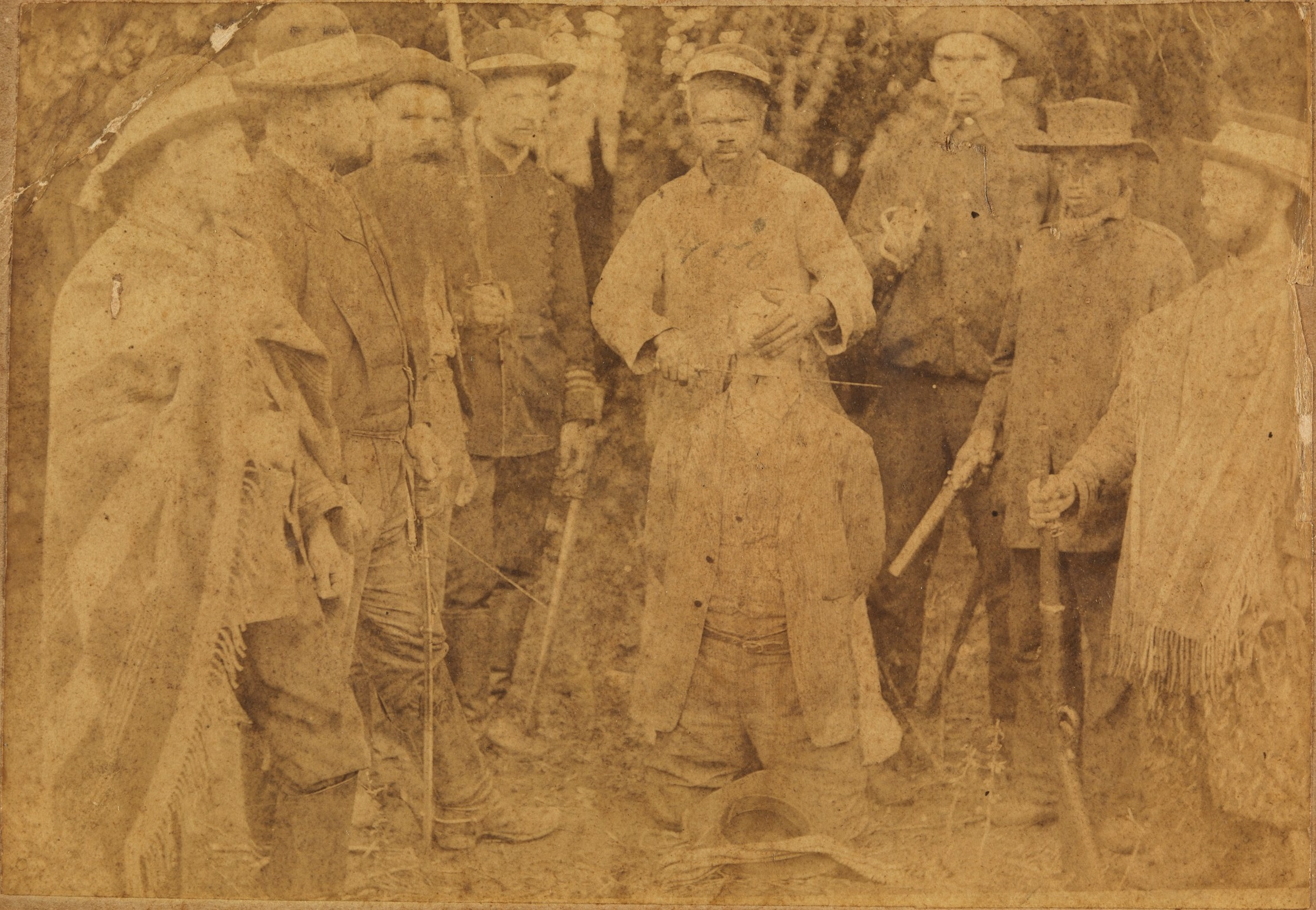
Execução por degola, por ocasião da Revolta Federalista

Adão Latorre foi morto já em idade avançada no dia 15 de maio de 1923, durante uma emboscada, no combate de Santa Maria Chica (Passo da Ferraria) em Dom Pedrito, planejada pelos comandados do major Antero Pedroso, a fim de vingar a morte de seu irmão Manoel. No mesmo ano seu corpo foi transladado para Bagé, onde foi sepultado no Cemitérios dos Anjos.
Para Franchi, embora não haja comprovação histórica para a "degola dos 300", sua figura criou folclore, tornando-o "um personagem mítico na história da Revolução Federalista". Segundo Clarice Passos, ele "permeou o imaginário popular riograndense com a noite da degola do Rio Negro". Foi biografado por Cândido Pires de Oliveira em Alma, terra e sangue, publicado em 2003, e em 2014 foi lançado um curta-metragem baseado no livro, com direção de Adriana Gonçalves. Foi tema de uma música de Wilson Paim. Em 2020 foi lançada outra biografia, Um tal de Adão Latorre: A degola na Revolução de 1893, escrita por Nilson Mariano, onde, a partir de relatos colhidos de seu filho João e outras fontes, emergiu um outro lado do personagem afamado pela crueldade: o de pai carinhoso, amigo dos vizinhos, "sempre pregando a boa convivência, e exibia imensa ternura pelos animais. Não aceitava que seus filhos caçassem ou engaiolassem passarinhos".